# 南斯拉夫博物館
南斯拉夫博物館（羅馬化：Muzej Jugoslavije）是塞爾維亞首都貝爾格勒的一座國家歷史博物館。該館记录南斯拉夫王國和社會主義南斯拉夫時期的歷史，以及約瑟普·布羅茲·狄托的生平，與狄托的陵寢位於博物館建築群之一的（花宮）中。
該博物館年參觀人數有12萬人，是塞爾維亞遊客最多的博物館之一。

## 历史

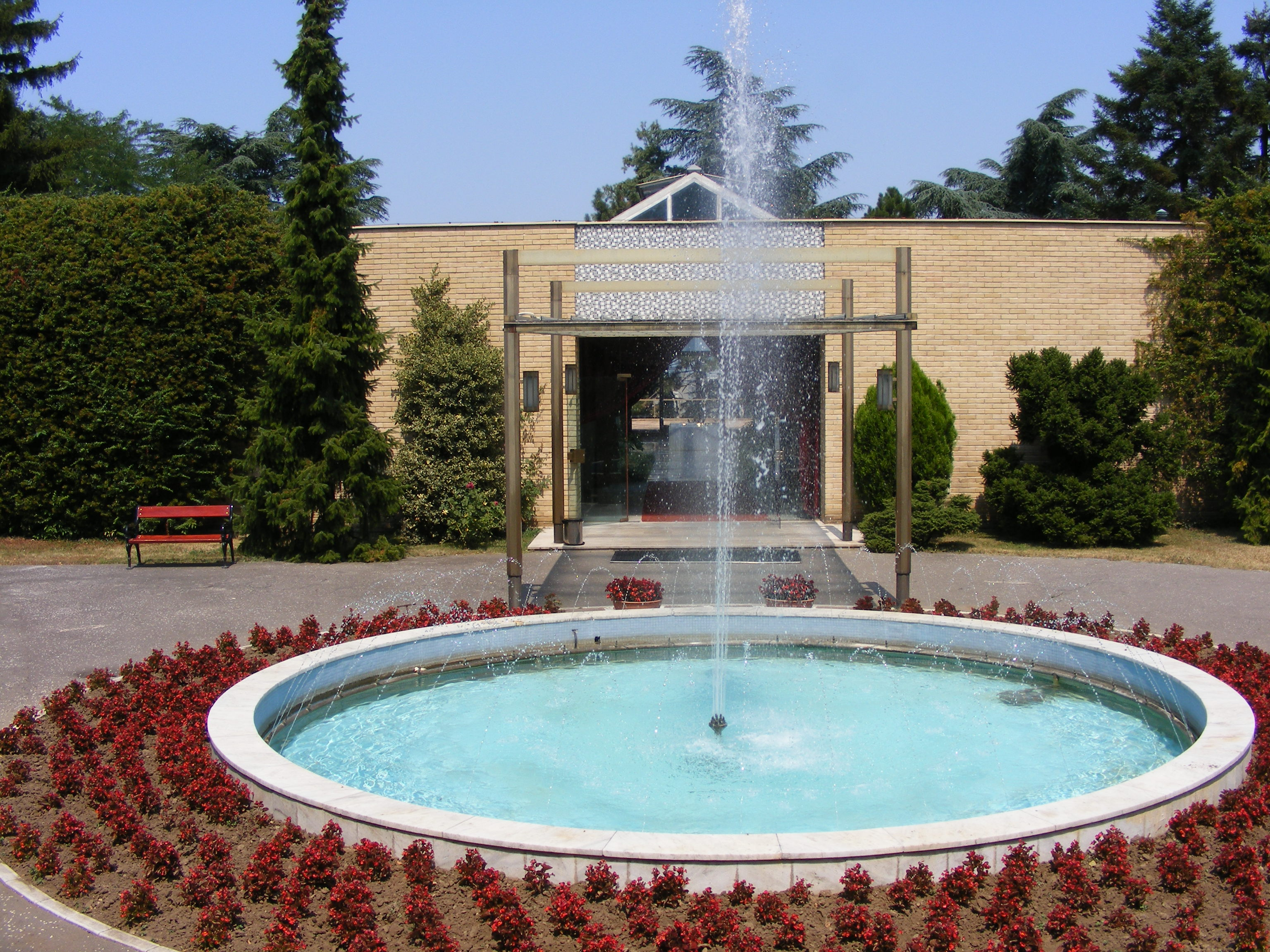
園區內的狄托陵寢——花宮（House of Flowers）

### 約瑟普·布羅茲·狄托紀念中心

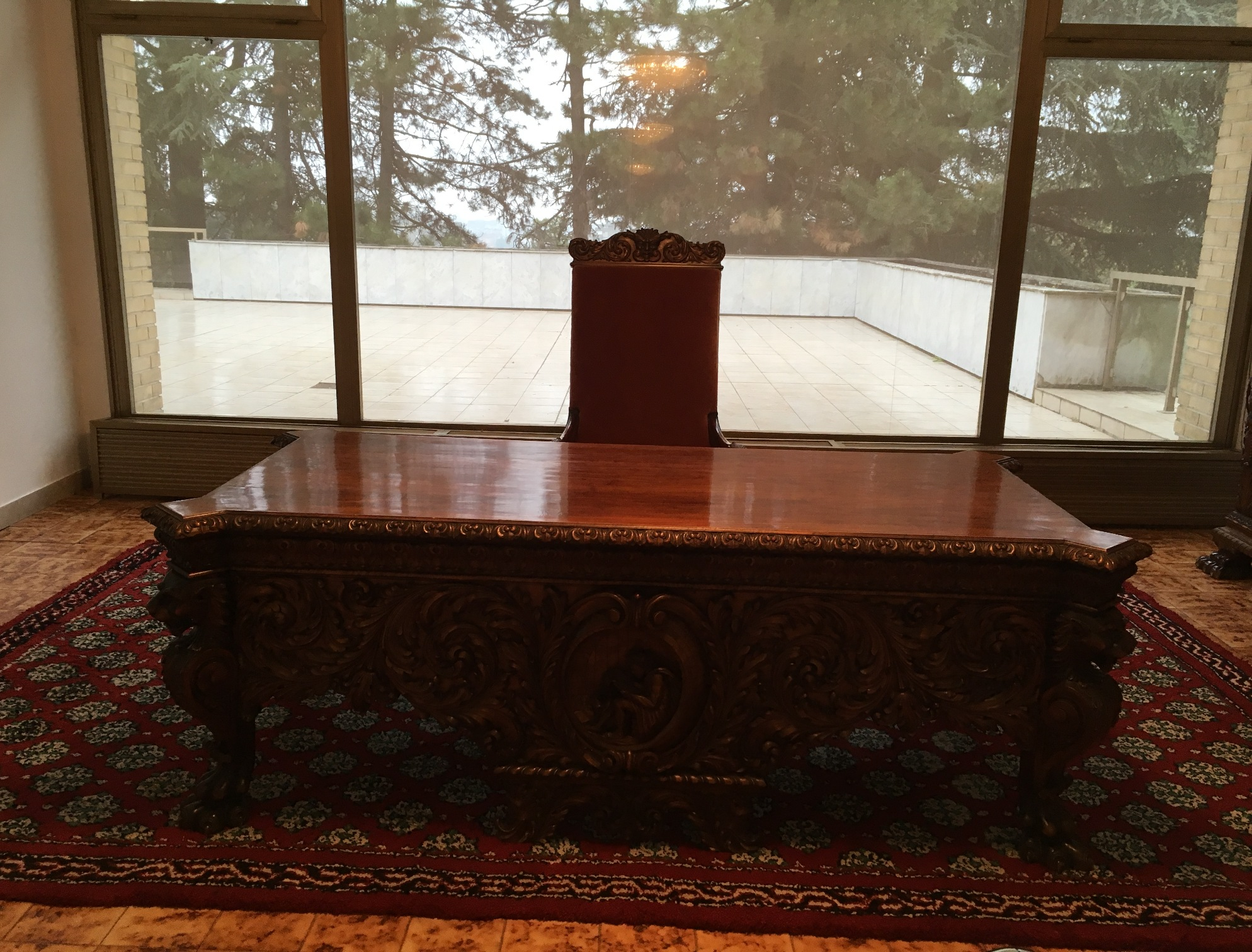
狄托生前所使用的個人辦公桌

南斯拉夫博物館的組成及所有三座建築物以前都是“約瑟普·布羅茲·狄托”紀念中心的一部分。
五二五博物館於1962年5月25日開放，由貝爾格勒市建造，作為對南斯拉夫總統約瑟普·布羅茲·狄托七十歲誕辰的生日禮物。這座博物館用來陳列狄托1962年以前收到的謝禮。一批特別的青年接力日紀念棒收藏在這座博物館裏展出。1982年11月16日，“約瑟夫·布羅茲·狄托”紀念中心成立，五二五博物館成為紀念中心的一部分。紀念中心包括一些主要位於貝爾格勒，但也位於南斯拉夫其它地區的建築物和機构（狄托在庫姆羅韋茨的誕生故居是中心的一部分）。埋葬狄托的花宮也是紀念中心的一部分。組成紀念中心的大多數建築都位於貝爾格勒代迪涅區的同一個公園內。1984年，紀念館典藏廳作為五二五博物館大樓的附屬建築啟用。紀念收藏品展示狄托的獎章、勳章和個人物品。
在五二五博物館（新博物館）開放之後，舊博物館的建築便如此命名。它陳列著記載南斯拉夫文化，民族物誌的博物館作品。
在1980年5月4日去世後，狄托被埋葬在紀念中心場地的花宮中。該中心收集超過75000件物品，這些物品說明整個20世紀的南斯拉夫歷史，並特別強調狄托本人的生前事蹟。在狄托擔任總統期間，他多次拜訪外國貴賓時還收到許多禮物。展覽還包括扬·赫里菲尔，克勞德·約瑟夫·韋爾內，费迪南德·格奥尔格·瓦尔德米勒等許多世界著名藝術家的作品，包括弗朗西斯科·戈雅的《洛斯·卡普里科斯》的原創版畫，和赫布蘭德·范登埃克霍特的《給予第十位》（Giving the Tenth），以及其它名作。
南斯拉夫社會主義聯邦共和國解體後近十年，整個建築群（陵墓和博物館）對公眾關閉，軍事警衛被永久撤職。該建築群現在再次成為主要的旅遊景點。許多人作為“美好的時光”的神殿來此參觀，特別是在5月25日（狄托的官方生日）。

### 南斯拉夫人民革命博物館
南斯拉夫人民革命博物館由南斯拉夫共產主義者聯盟中央委員會於1959年成立。博物館建築的建造始於1978年，在位於新貝爾格勒的塞爾維亞宮和烏希切塔之間。原計劃在1981年革命40週年之際開放該建築，但從未完工。未完工的結構被遺棄，被數十名無家可歸的人佔據。

### 南斯拉夫歷史博物館
現在的博物館由設立於1996年，由狄托紀念中心和南斯拉夫革命及少數民族博物館兩家單位合併而成。現在博物館由三組建築組成。南斯拉夫解體之後，這裡曾一度關閉，但現在又成為旅遊景點。 塞爾維亞政府已經計劃將博物館併入塞爾維亞歷史博物館。

### 南斯拉夫博物館
該博物館於2016年更名，從南斯拉夫歷史博物館改為南斯拉夫博物館。
博物館建築群由三座建築組成，總面積為5253平方米，位於一個3.2公頃的公園中：
- 五二五博物館
- 花宮（狄托陵寢）
- 舊博物館